# Samenwerkingsverband Waterland
In de stichting Samenwerkingsverband Waterland (SVW) werken sinds 1982 boeren en natuurbeschermers samen aan bevordering van agrarisch natuur- en milieubeheer in Waterland, het veenweidegebied ten noorden van Amsterdam. Het Samenwerkingsverband geldt als een voorloper wat betreft natuurvriendelijke vormen van landbouw die later tot speerpunt van beleid zouden worden, en van de verenigingen van boeren die zich vanaf de jaren ’90 organiseerden rond natuur- en landschapsbeheer: de agrarische natuurverenigingen.

## Tot 1995
Het SVW werd opgericht door de Werkgroep Jonge Boeren Waterland, het Contact Milieubescherming Noord-Holland, het Centrum voor Landbouw en Milieu en enkele individuele natuurbeschermers. In de jaren ’70 was de relatie tussen landbouw en natuur sterk gepolariseerd geraakt, met name rond ruilverkavelingen. Het SVW wilde die patstelling doorbreken. Er bleek grote behoefte aan het combineren van landbouw- en natuurkennis, het uitvoeren van gezamenlijk geformuleerd onderzoek en aan beter beleid voor het samengaan van landbouw en natuur. De rode draad was steeds: dogma’s doorbreken door onderzoek en discussie.
Vanaf de oprichting tot en met 1995 coördineerde het Samenwerkingsverband de vrijwillige weidevogelbescherming in Waterland. De eerste jaren stonden de weidevogels ook centraal in het eigen onderzoek. Vanaf eind jaren ’80 vond een verbreding van werkzaamheden plaats. Dat begon met botanisch beheer van slootkanten en terrastaluds, ook door aanleg van natuurvriendelijke oevers. Later kwamen onderzoek en bescherming bij van boerenzwaluwen en grauwe ganzen. Daarnaast hield het Samenwerkingsverband zich bezig met de mestproblematiek in Waterland en met verbetering van het reservaatbeheer, het waterbeheer en het landschap.

## Na 1995
Begin jaren negentig ontstonden de eerste agrarische natuurverenigingen van boeren die het beheer van natuur en landschap in gezamenlijkheid oppakten. Het Samenwerkingsverband hielp ook zo'n vereniging oprichten, in 1995: de Vereniging Agrarisch Natuurbeheer Waterland (nu  Water, Land & Dijken ). Daarmee veranderde de rol van het Samenwerkingsverband. Het ‘praktische’ natuurbeheer (coördinatie vrijwillige weidevogelbescherming, boerenzwaluwtellingen, slootkantbeheer) is overgenomen door de natuurvereniging. Het Samenwerkingsverband richtte zich nadien sterker op visievorming, en is een bescheiden ‘denktank’ voor het gebied. Het SVW bestond toen uit Wouter van der Weijden, Adriaan Guldemond, Henk de Gier, Jaap Honingh, Simon Hoogendoorn, Frank Visbeen, Dirk Tanger en Paul Terwan.
Het Samenwerkingsverband Waterland publiceerde vele rapporten en andere geschriften, in 2017 bijvoorbeeld  Boeren in Waterland – Streekkenners over veranderingen in het landschap. Dit boek laat streekkenners aan het woord  die, ingebed in een cultuurhistorisch perspectief laten zien welke ingrijpende veranderingen zich in de landbouw, de natuur, het landschap, het waterbeheer en de relatie tot de stad hebben voorgedaan.
Het Samenwerkingsvebnand organiseert sinds 2014 jaarlijkse discussiebijeenkomsten met jonge boeren. Thema’s waren bijvoorbeeld de melkquotering, de fosfaatrechten, weidegang, Natura 2000-gebieden, de toekomst van het veenweidegebied, bodemdaling en onderwaterdrainage. 

## Publicaties van Samenwerkingsverband Waterland (selectie)

### Algemeen
- Paul Terwan en Joke Stoop (2017) Boeren in Waterland. Streekbewoners over veranderingen in het landschap [2] (boek, 144 p.).
- Samenwerkingsverband Waterland (2005) Activiteitenverslag 1999-2004 [3]
- Adriaan Guldemond, Paul Terwan & Walter Menkveld (2000) Reservaatsbeheer door boeren [4](rapport, 44 p.).
- Paul Terwan, Adriaan Guldemond & Walter Menkveld (2000) Water in Waterland[5](rapport, 34 p.).
- Samenwerkingsverband Waterland, Frode Numan (1999) Activiteitenverslag Samenwerkingsverband Waterland 1993-1998[6] (brochure).
- Paul Terwan & Adriaan Guldemond (1998) Waterland op weg naar de 21e eeuw [7] (rapport, 21 p.).
- B.H.W. Edel, H.W. de Gier & P. Terwan (1995) Een vereniging voor agrarisch natuurbeheer in Waterland - Voorstudie [8]  (rapport, 64 p.).
- Samenwerkingsverband Waterland (1993) Verslag van aktiviteiten 1990-1992 [9] (brochure).
- L.T.A. Joosten & P. Terwan (1990) Mest in Waterland [10]  (rapport, 90 p.)
- Lilian van den Aarsen, Riny Bus & Paul Terwan (1984) Eten wat de pot schaft [11]  (rapport, 300 p.).
- SAMENWERKINGSVERBAND van WERKGROEP JONGE BOEREN WATERLAND, CONTACT MILIEUBESCHERMING NOORD-HOLLAND & CENTRUM LANDBOUW EN MILIEU (1982) Beheersplan voor Waterland[12]  (rapport, 31 p.).

### Weidevogels, ganzen en boerenzwaluwen
- Paul Terwan, Frans Parmentier &Henk de Gier (2000) Elektronische detectie van weidevogellegsels[13] (rapport, 9 p.).
- Frank Visbeen (1999) Grauwe ganzen in Waterland[14] (rapport, 31 p.).
- F. Visbeen en N. Jonker/Samenwerkingsverband Waterland (1997) Boerenzwaluwen in Waterland [15] (brochure).
- Frank Visbeen (1996) Grazende vogels in Waterland [16] (rapport, 57 p.).
- ADRIAAN GULDEMOND, MONICA C. SOSA ROMERO & PAUL TERWAN (SAMENWERKINGS VERBAND WATERLAND)(1995)  Weidevogels, waterpeil en nestbescherming [17] Limosa 68: 89-96 (artikel).
- Adriaan Guldernond, Frans Parmentier & Frank Visbeen /Cooperative Group Waterland (Samenwerkingsverband Waterland) (1993) Meadow birds. field management and nest protection in a Dutch peat soil area[18] Wader Study Group Bulletin 70: 42-48 (artikel).
- M.C. Sosa Romero, J.A. Guldemond & P. Terwan (1993) Weidevogels, grondgebruik en waterpeil in Waterland 1982-1991[19] (rapport, 74 p.).
- F. Parmentier (1987) Hoe de landbouwbedrijfsvoering de weidevogelstand beïnvloedt[20] Landbouwkundig Tijdschrift 99:23-27 (artikel)
- LEO JOOSTEN, ARNOUD SNELLINK & OTTO VLOEDGRAVEN (1986) Speelruimte voor weidevogels [21] (rapport, 201 p.).
- Adriaan Guldemond & Dirk Tanger (1986)  Het effect van intensief graslandgebruik in Waterland op weidevogels [22] Vogeljaar 34: 1-16
- WALTER VAN KESSEL & FRANS PARMENTIER (1984)  Het effekt van graslandgebruik op de produktiviteit van weidevogels en grasland in Waterland [23] (rapport, 131 p.).

### Botanisch beheer
- Samenwerkingsverband Waterland/Nico Jonker (1997) Natuurlijke oeververdediging in Waterland [24](rapport, 44 p.).
- F. Parmentier (1997) De plantenkant van Waterland [25] (rapport, 88 p.).
- F. Parmentier, m.m.v. M.C. Sosa Romero & N. Jonker (1990) Bloemrijke slootkanten in Waterland [26] (rapport, 38 p.).

### Landschap
- Paul Terwan & Adriaan Guldemond (2004) Landschappen van Waterland[27] (rapport, 65 p.).
- Paul Terwan/Samenwerkingsverband Waterland (2000) internationale beschermingstitel voor Waterland? [28] (rapport, 14 p.).